# 청소초등학교
청소초등학교는 대한민국 충청남도 보령시 청소면 진죽리에 있는 공립 초등학교이다.

## 학교 연혁
| 1936년 | 5월 28일 | 청진공립보통학교(4년제) 개교            |
| 1938년 | 4월 1일  | 교명 변경 (청소공립심상소학교)          |
| 1939년 | 3월 27일 | 6년제 개편                              |
| 1941년 | 4월 1일  | 교명 변경 (청소공립국민학교)            |
| 1981년 | 3월 1일  | 병설유치원 개원                         |
| 1996년 | 3월 1일  | 청소초등학교로 개칭                     |
| 1999년 | 3월 1일  | 죽림초등학교 통폐합                     |
| 2017년 | 2월 16일 | 제77회 졸업(7,534명)                    |
| 2017년 | 3월 1일  | 7학급 편성(특수1학급), 병설유치원 1학급 |

## 참고 자료
- 청소초등학교 - 한국교육학술정보원 학교알리미